# West Hempstead
West Hempstead és una concentració de població designada pel cens dels Estats Units a l'estat de Nova York. Segons el cens del 2000 tenia 18.713 habitants.

## Demografia
Segons el cens del 2000, West Hempstead tenia 18.713 habitants, 6.024 habitatges, i 4.867 famílies. La densitat de població era de 2.716,2 habitants per km².
Dels 6.024 habitatges en un 38,1% hi vivien nens de menys de 18 anys, en un 66,3% hi vivien parelles casades, en un 11% dones solteres, i en un 19,2% no eren unitats familiars. En el 15,9% dels habitatges hi vivien persones soles el 8,3% de les quals corresponia a persones de 65 anys o més que vivien soles. El nombre mitjà de persones vivint en cada habitatge era de 3,09 i el nombre mitjà de persones que vivien en cada família era de 3,47.
Per edats la població es repartia de la següent manera: un 26,2% tenia menys de 18 anys, un 7,3% entre 18 i 24, un 29,1% entre 25 i 44, un 23% de 45 a 60 i un 14,4% 65 anys o més.
L'edat mediana era de 37 anys. Per cada 100 dones de 18 o més anys hi havia 90,7 homes.
La renda mediana per habitatge era de 71.260 $ i la renda mediana per família de 78.481 $. Els homes tenien una renda mediana de 51.391 $ mentre que les dones 35.871 $. La renda per capita de la població era de 26.732 $. Entorn del 3,4% de les famílies i el 4,7% de la població estaven per davall del llindar de pobresa.